# UltraSPARC
UltraSPARC corresponde à família de processadores da Sun Microsystems que implementam a arquitetura SPARC V9.

## Características
Todos os processadores dessa família implementam uma arquitetura de 64 bits (ISA).

## Modelos

### UltraSPARC IIi
Possui registradores de inteiros com 64 bits, endereçamento virtual em 44 bits (correspondendo a 16 TiB de memória virtual) e endereçamento físico de 41 bits (suportando até 2 TiB de memória EDO com ECC).

### UltraSPARC IIIi
Possui registradores de inteiros com 64 bits, endereçamento virtual em 64 bits (correspondendo a 16 EiB de memória virtual) e endereçamento físico de 43 bits (suportando até 8 TiB de memória SDRAM com ECC)

### UltraSPARC III Cu
Possui registradores de inteiros com 64 bits, endereçamento virtual em 64 bits (correspondendo a 16 EiB de memória virtual) e endereçamento físico de 43 bits (suportando até 8 TiB de memória SDRAM com ECC). Além disso é uma máquina Risc.

### UltraSPARC IV
Um dos primeiros processadores de núcleo duplo (senão o primeiro) do mercado, lançado em 2003. Cada núcleo corresponde a um UltraSPARC III.